# منتزه ريونيون الوطني

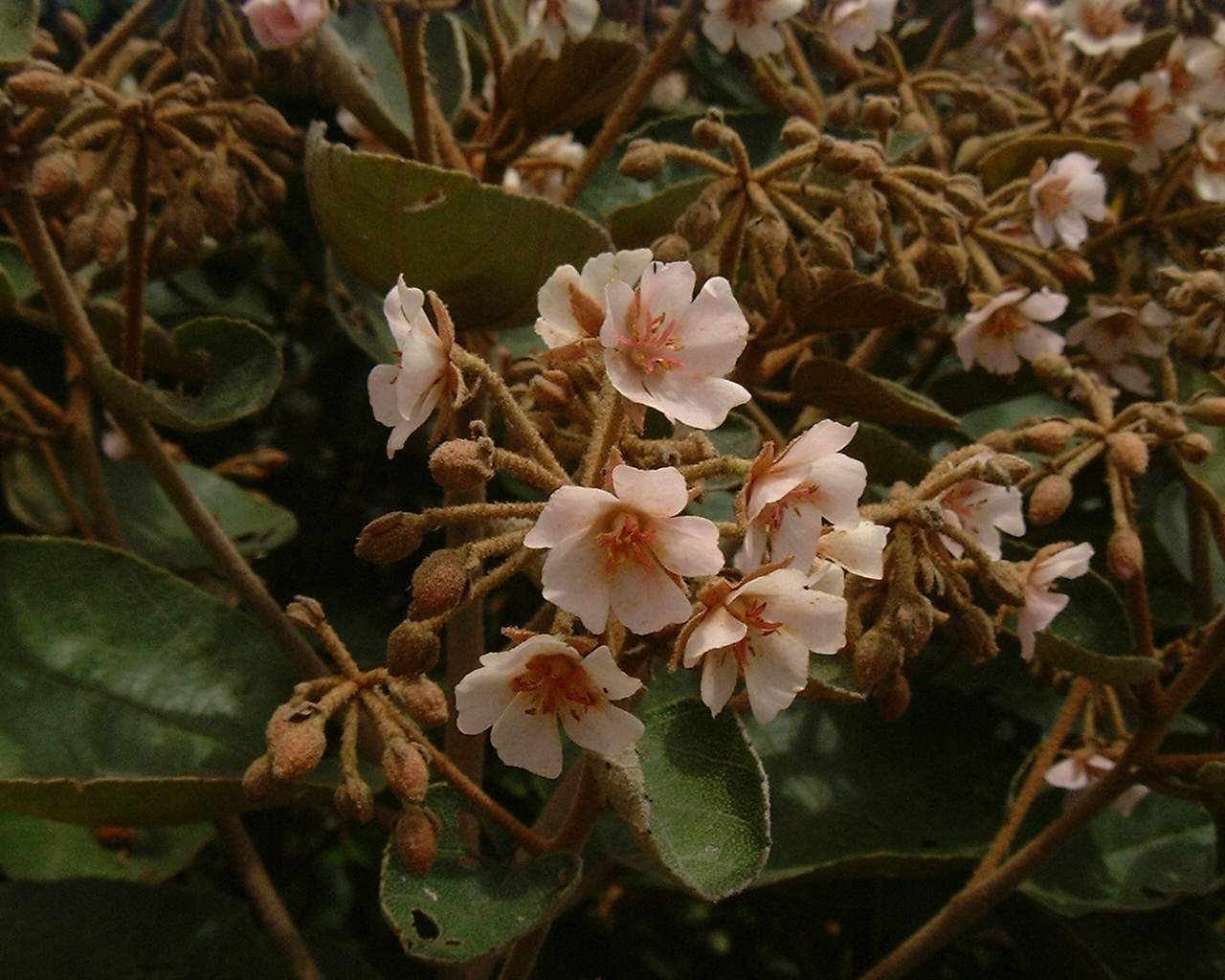
أحد النباتات المحمية و المُتوطنة داخل المنتزه.

منتزه ريونيون الوطني (بالفرنسية: Parc national de La Réunion)‏ هو منتزه وطني يقع في جزيرة ريونيون الفرنسية التي توجد غرب المحيط الهندي، و تم تأسيسه في 5 مارس 2007.